# Frank Michel
Frank Curtis "Curt" Michel (ur. 5 czerwca 1934 w La Crosse, zm. 26 lutego 2015) – amerykański astronauta, profesor astrofizyki na Uniwersytecie Rice w Houston (Teksas), członek Amerykańskiego Towarzystwa Fizycznego.

## Wykształcenie
Absolwent CK McClatchy High School w Sacramento. Uzyskał doktorat z fizyki w 1962 r. na California Institute of Technology.

## Kariera wojskowa i astronautyczna
W 1955 rozpoczął służbę w Siłach Powietrznych Stanów Zjednoczonych. Wylatał około 1000 godzin, w tym 900 na samolotach odrzutowych.
W czerwcu 1965 r. został zakwalifikowany do czwartej grupy astronautów NASA. Przygotowywał się do lotu na statku Apollo. Nigdy jednak w kosmos nie poleciał. Odszedł z NASA we wrześniu 1969 r.

## Po opuszczeniu NASA
Po odejściu z NASA prowadził badania na uniwersytecie Rice. W latach 1974–1979 był przewodniczącym wydziału fizyki kosmicznej i astronomii. W 1980 r. uzyskał Guggenheim Fellowship. W 2001 r. przeszedł na emeryturę, ale nadal aktywnie uczestniczył w badaniach.

## Życie prywatne
Był żonaty, miał dwoje dzieci: Alice i Jeff.